# Саллі Рагуїб
Саллі Рагуїб (8 вересня 1996 , Джибуті ) — джибутійська дзюдоїстка, представниця легкої вагової категорії. Виступала за збірну Джибуті з дзюдо в період 2011-2012 років, бронзова призерка Панарабських ігор у Досі, учасниця літніх Олімпійських ігор у Лондоні.

## Біографія
Саллі Рагуїб народилася 8 вересня 1996 року в місті Джибуті.
Першого серйозного успіху на дорослому міжнародному рівні домоглася в сезоні 2011 року, коли увійшла до основного складу джибутійської національної збірної та побувала на Панарабських іграх у Досі, звідки привезла бронзу, виграну в заліку легкої вагової категорії.
Завдяки низці вдалих виступів вшанувалася права захищати честь країни на літніх Олімпійських іграх 2012 року в Лондоні — потрапила до числа учасників, отримавши спеціальне запрошення МОК. Вирушила на ігри у складі делегації, куди також увійшли чотири спортсмени з інших видів спорту. Змагаючись у категорії до 57 кг, вже у першому поєдинку на стадії 1/8 фіналу зазнала поразки від румунки Коріни Кепріоріу і тим самим позбулася всяких шансів на потрапляння в число призерів.
Після Олімпіади Рагуїб більше не показувала значущих результатів у дзюдо на міжнародній арені.